# 寺崎舞織
寺崎 舞織（てらさき まおり、1998年2月20日 - ）は、鹿児島県鹿屋市出身の女子競輪選手。旧姓、内村（うちむら）。日本競輪選手会福井支部所属（当初は福岡支部所属）、日本競輪学校（当時。以下、競輪学校）第112期生。父は元競輪選手の内村豪（67期。現在は自転車店を経営）、師匠は藤田剣次（85期）。夫は同じく競輪選手の寺﨑浩平（117期）。
なお、名字の『さき』は正しくは『﨑』（つくりが「立」）である。

## 経歴
鹿児島県鹿屋市で生まれ育った。小学生時代は水泳、中学までは陸上競技に取り組んでいた。南大隅高校進学後に競輪選手であった父親の影響で、自転車競技を始める。
高校時代は、ロードレース等の中長距離種目を中心に活躍。
2015年2月にタイで行われたアジア・ジュニア自転車競技選手権大会の個人ロードレースに日本代表として出場（結果は15位）。
その後、2015年3月の全国高等学校選抜自転車競技大会でケイリンに出場し、予選から決勝まで全て1着の完全優勝を果たした。この優勝を機に、ガールズケイリンを目指すことを決意。
翌年、伊豆ベロドロームで開催されたアジア・ジュニア自転車競技選手権大会ではチームスプリントで銀メダル、ケイリンで銅メダルを獲得した。
2016年1月15日、競輪学校第112回生に合格。在校成績は7位（9勝）。また、卒業記念レースは5着・5着・6着・1着だった。
地元の鹿児島県にも練習拠点となる自転車競技場があるものの、自宅から遠いことなどを理由にガールズケイリンの強豪選手が集う藤田剣次に弟子入り。久留米競輪場を練習拠点とし、デビュー時の登録地も福岡県としていた。
デビュー直前の2017年6月、練習中に落車。肋骨4本、右鎖骨骨折に加え、肺気胸を患ったことでデビューが同期より2か月弱遅れ、同年8月30日広島競輪場にてようやくデビューを果たす。ただ、デビュー戦では4着・2着・3着で、勝利を挙げることは出来なかった。初勝利は、同年10月2日の久留米競輪場。
2018年1月、奈良競輪場でのガールズケイリンコレクショントライアルレース決勝で3着に入ったことにより、特別レースであるガールズケイリンコレクション2018年平塚ステージ（5月）に選出された。
その後も安定して決勝戦に進出するも優勝には手が届かなかったが、同年12月2日、福井競輪場で初優勝を果たした。
2019年2月、名古屋競輪場で通算2度目の優勝。4月には高知競輪場で開催された新設競走である新人女王戦ガールズ フレッシュクイーンに出場（6着）。
5月23日函館競輪場で落車、左肘を骨折。復帰後の8月、川崎アーバンナイトカーニバルにおいて通算3度目の優勝を果たした。
しかし、上述の骨折の影響もありガールズグランプリトライアルレースの出場権を獲得することは出来なかった（ただ、後日欠場選手が出たため繰上りで出場権を得た）。11月14日平塚競輪場で通算4度目の優勝を果たした。
2021年8月28日、同じく競輪選手である寺﨑浩平（117期）との結婚を発表。のちに、8月30日付けでデビューより在籍していた福岡支部から福井支部へ移籍。同時に妊娠が分かったため、そのまま産休に入った。12月、現姓に合わせる形で登録名を寺崎舞織に変更した。第一子である長女を出産後に第二子を妊娠し、のち次女を出産した。
2025年1月8日、静岡FIで3年4か月ぶりにレース復帰。その復帰戦で1着となり、白星を飾る。また、同年5月20日の岸和田FIでは産休復帰後初優勝。

## 競走スタイル
デビュー当初は、位置取りに長けた自在選手として活躍していたが、上位選手と力の差を感じたことから、現在は先行を基本とした自力選手として活躍している。

## エピソード
- 中学時代は陸上の中長距離種目に取り組んでおり、鹿児島県内の大会で東京オリンピック女子マラソン日本代表の一山麻緒と同じレースに出場した経験がある。
- 甲殻類アレルギーであり、魚介類が苦手である。